# Municipio de Lees Mill
El municipio de Lees Mill (en inglés: Lees Mill Township) es un municipio ubicado en el  condado de Washington en el estado estadounidense de Carolina del Norte. En el año 2010 tenía una población de 2.884 habitantes.

## Geografía
El municipio de Lees Mill se encuentra ubicado en las coordenadas 35°50′20.78″N 76°38′57.47″O / 35.8391056, -76.6492972.